# Jacopo Coppi

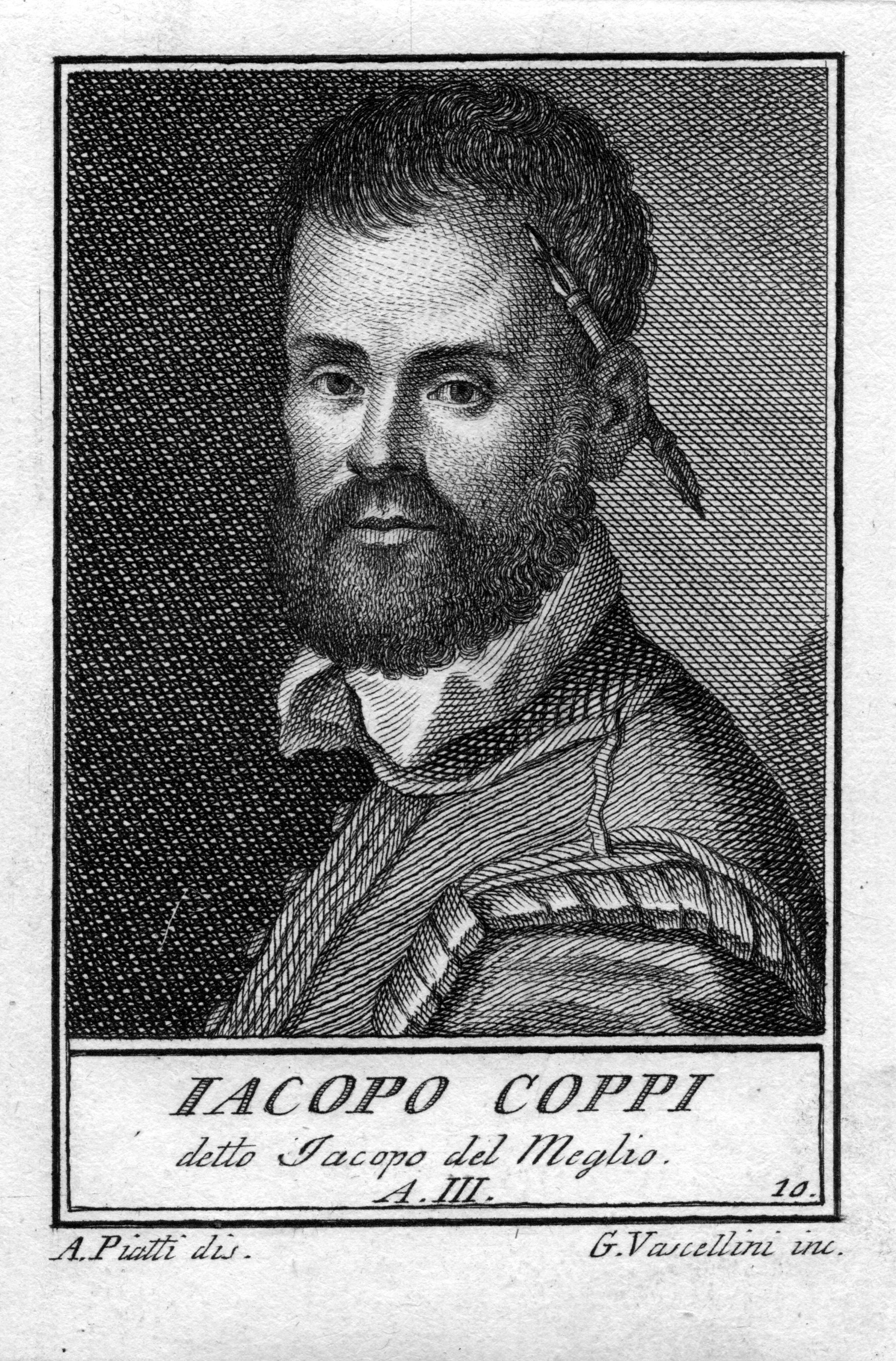

Jacopo Coppi, detto Il Meglio o del Meglio (Peretola, settembre 1523 – Firenze, 1591), è stato un pittore italiano.

## Biografia
Si formò presso Michele Tosini, con il quale partecipò agli apparati per le solenni esequie di Michelangelo a Firenze nel 1564. 
Nel 1568 si iscrisse alla recentemente istituita Accademia delle arti del disegno. 
Fu tra il nutrito gruppi di assistenti di Giorgio Vasari, partecipando ad esempio alla decorazione dello studiolo di Francesco I in palazzo Vecchio, per il quale dipinse il riquadro dell'Invenzione della polvere pirica e l'ovale con Alessandro Magno che riceve l'omaggio della famiglia di Dario, quest'ultimo che sostituiva un'opera di Carlo Portelli che il Borghini aveva giudicato poco riuscita.
Nella cerchia vasariana godette quindi di un certo status se, assieme ad artisti come il Naldini, lo Stradano, lo stesso Vasari, l'Allori e Santi di Tito, fu chiamato ad aggiornare gli altari delle principali basiliche fiorentine dopo il concilio di Trento (a partire dal 1565), come Santa Maria Novella (Predicazione di san Vincenzo Ferrer e il Redentore, 1573-74, per Pandolfo Attavanti) e Santa Croce (Ecce Homo, 1576, per Andreuolo Zati).
Nel 1577 si trovava a Roma, dove affrescò la tribuna di San Pietro in Vincoli, con Storie di san Pietro ricche di citazioni dalle Stanze di Raffaello. Nel 1578 pagò per l'ultima volta la tassa all'Accedemia fiorentina del Disegno. Al 1579 risale la pala con le Storie del crocifisso di Beirut nella chiesa di San Salvatore a Bologna. Da qui in poi gli ultimi suoi anni di vita sono praticamente privi di alcuna notizia. Fu spolto nella chiesa dei Santi Simone e Giuda. 

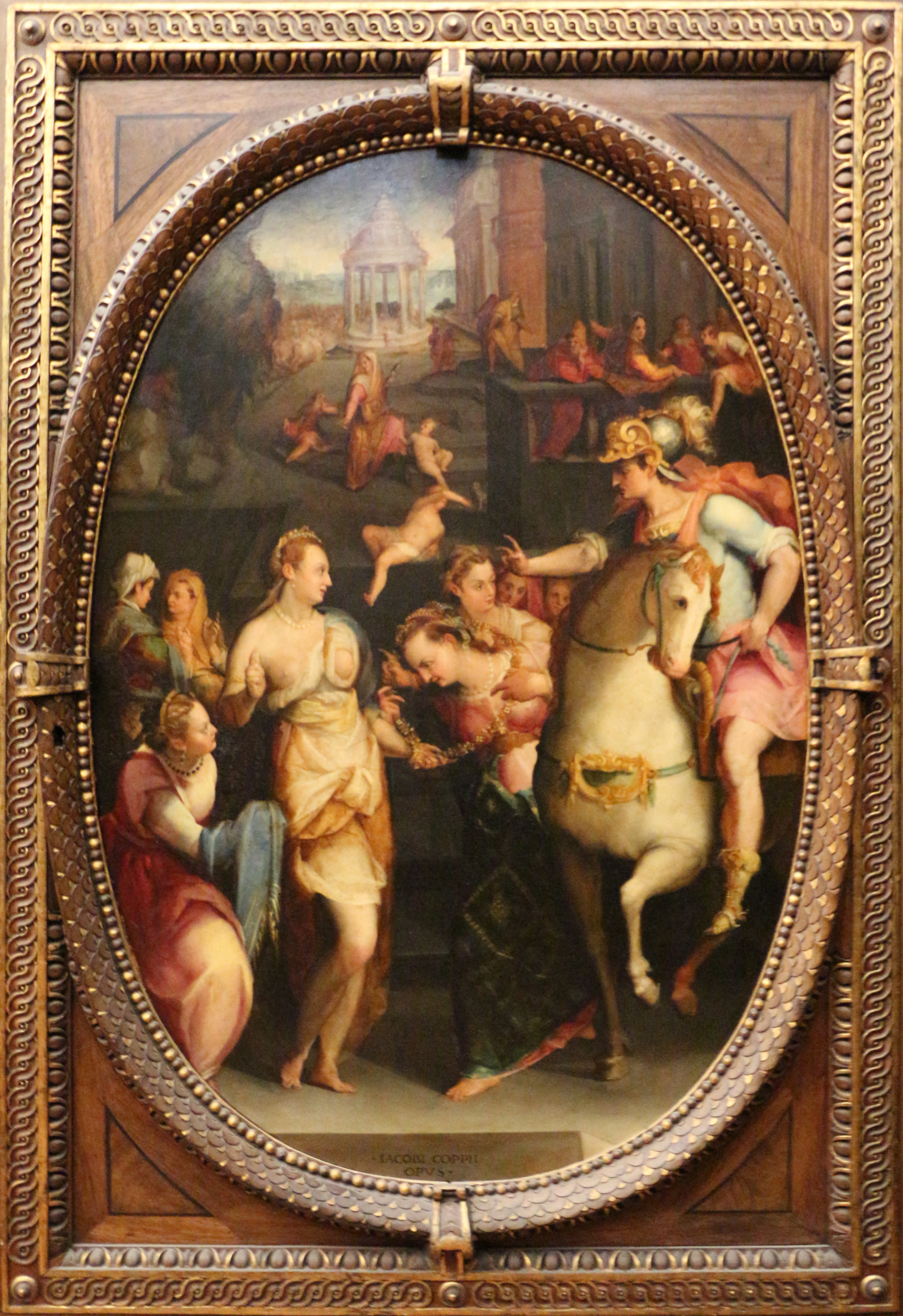
Alessandro Magno riceve l'omaggio della famiglia di Dario, palazzo Vecchio
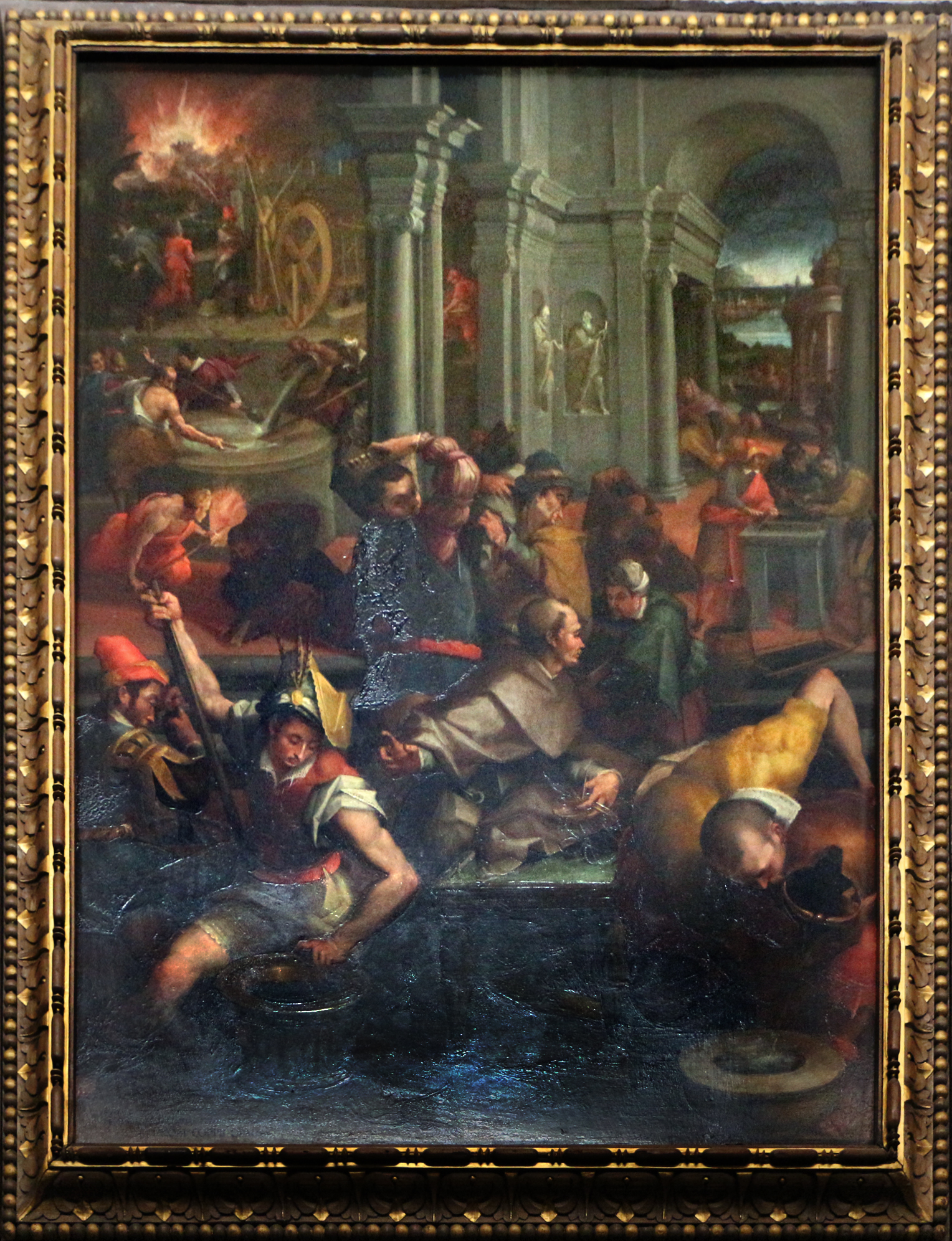
Invenzione della polvere pirica, palazzo Vecchio
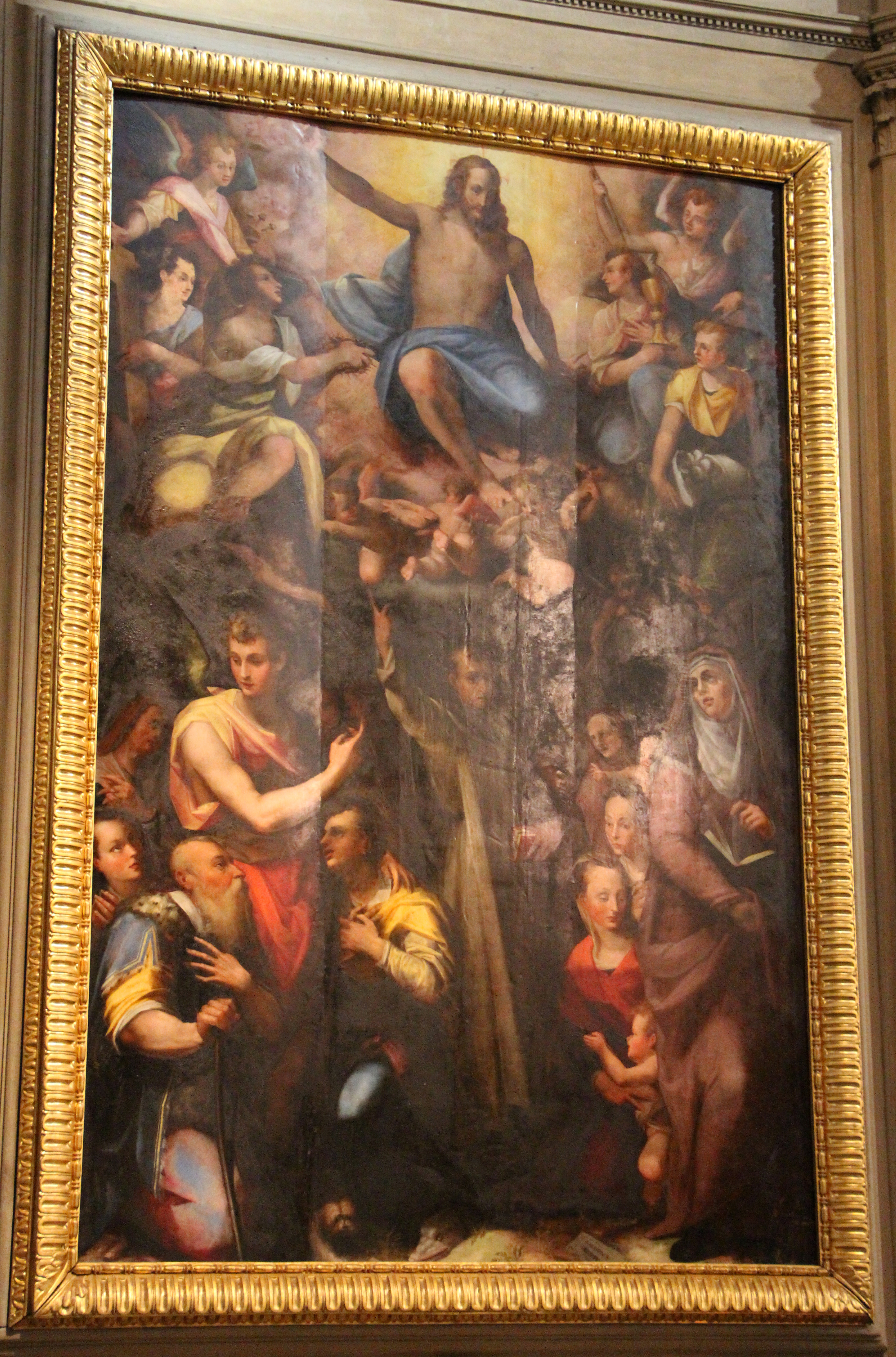
Predica di san Vincenzo Ferrer, Santa Maria Novella
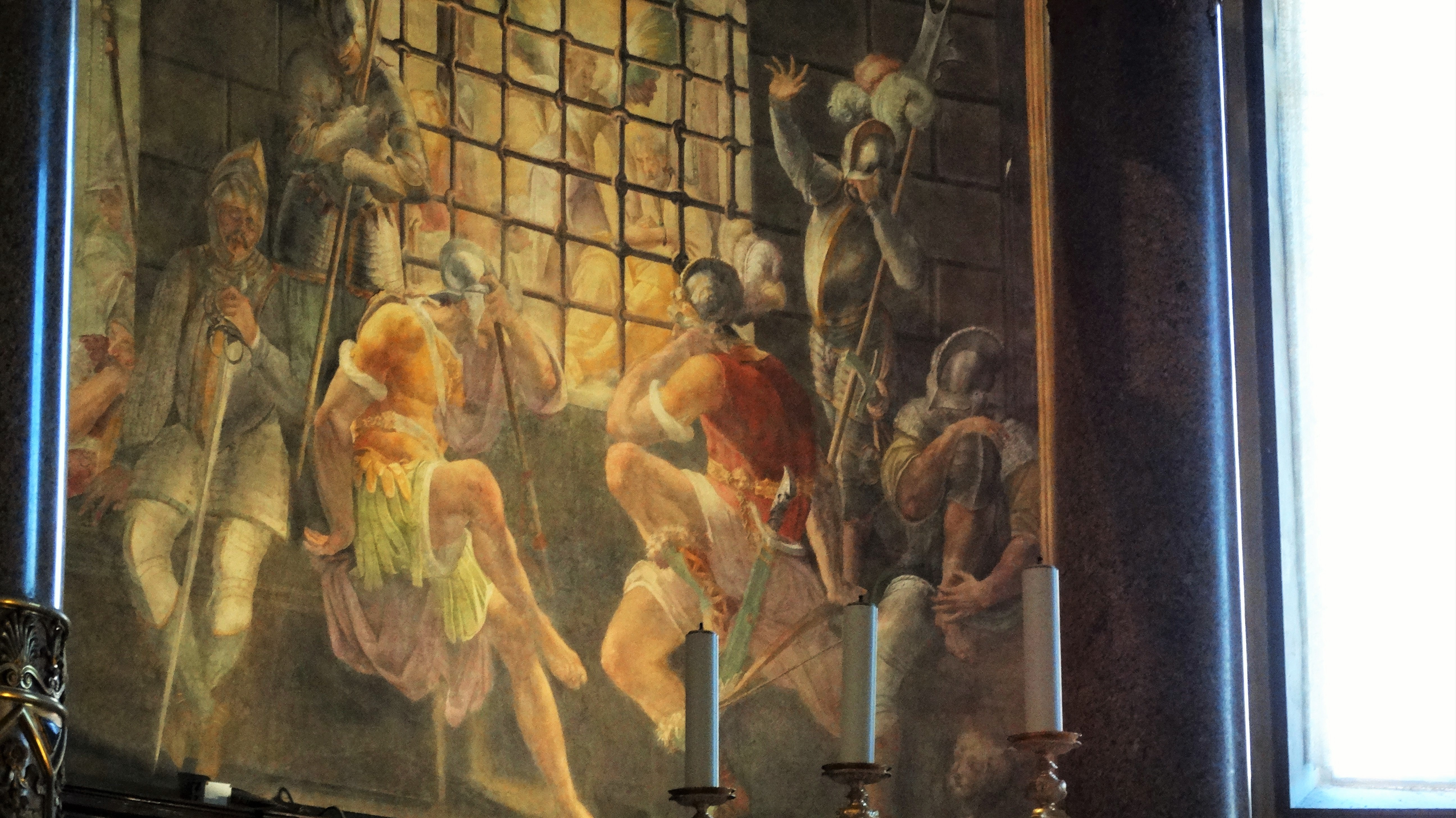
Liberazione di Pietro, San Piero in Vincoli
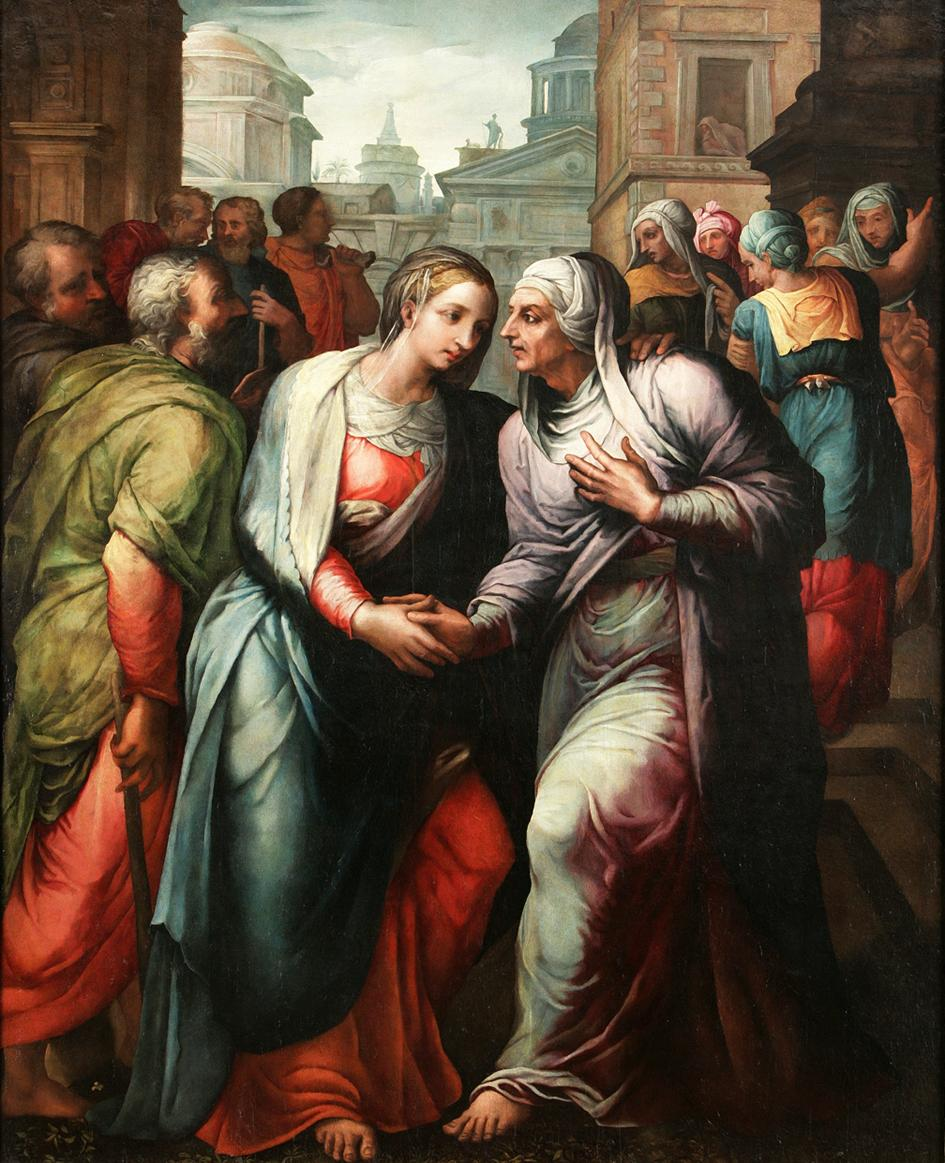
Visitazione, collezione privata
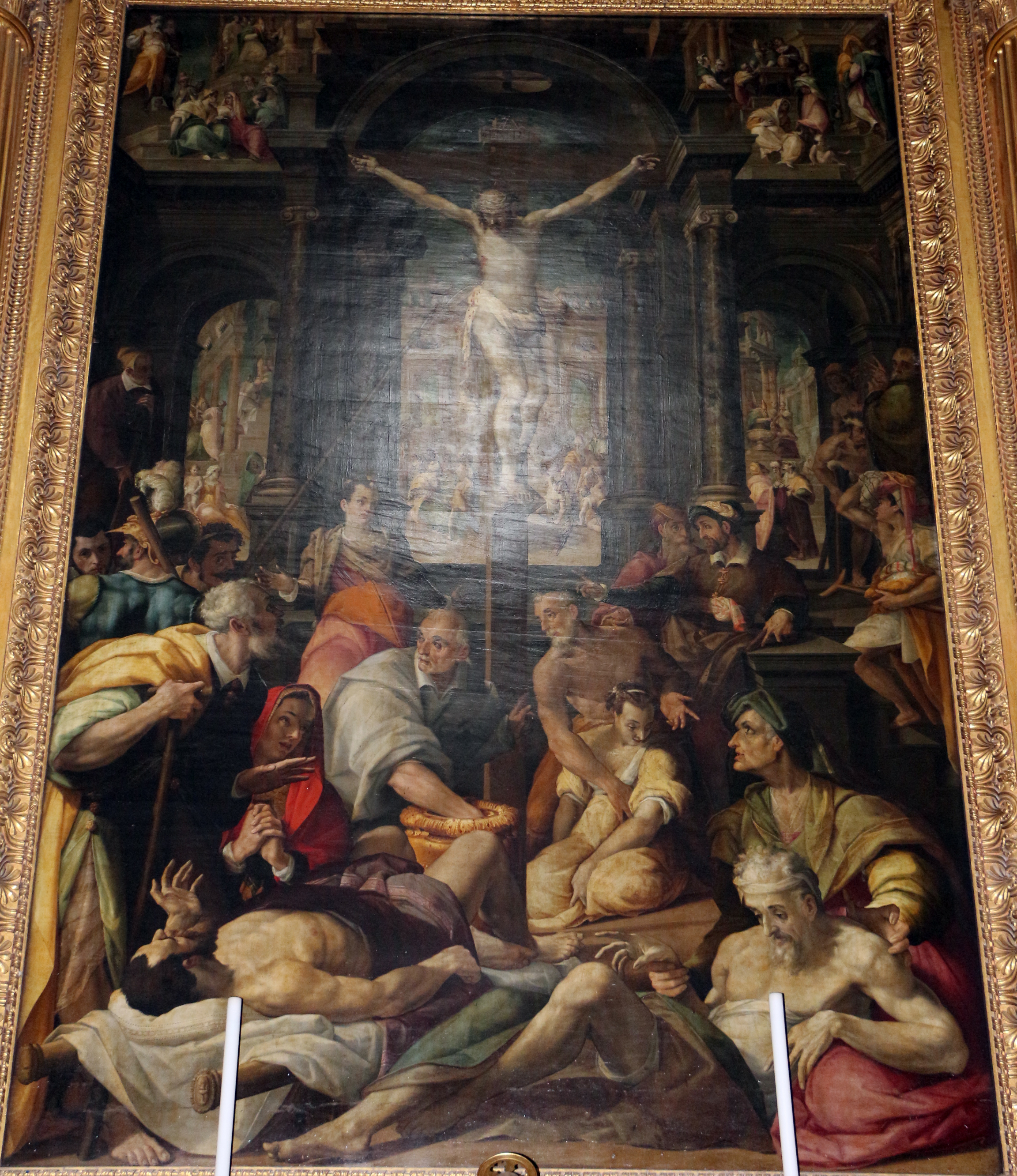
Jacopo Coppi, il Miracolo del Crocifisso di Beirut, 1579, Bologna, San Salvatore.